# オータム'67 – スプリング'68
『オータム'67 – スプリング'68』 (Autumn '67 – Spring '68) は、イングランドのロック・バンドのザ・ナイスの編集アルバム。解散後、1972年4月にイギリスで発表された。

## 解説

### 経緯
ザ・ナイスが1970年4月に解散した後、カリスマ・レコードが『ファイヴ・ブリッジズ』（1970年）、『エレジー』（1971年）に続いて発表したアルバム。解散時にマネージャーだったトニー・ストラットン・スミスが企画して、彼等がカリスマ・レコードに移籍する前にイミディエイト・レコードで1967年10月から1968年4月までの間に録音した楽曲を、元メンバーのリー・ジャクソンがリミックスして編集した。「何処から来たのだろう」のみ、ジャクソンと元メンバーのキース・エマーソンによる新しい録音を含んでいる。

### 内容
「ダイアモンド・ハード・ブルー・アップルズ・オブ・ザ・ムーン」は1968年7月に発表されたシングル『アメリカ』のB面に収録された。
「何処から来たのだろう」は2作目のアルバム『少年易老学難成』に収録されたものと異なり、ジャクソンがリード・ヴォーカルと父親の声、エマーソンがコーラスと息子の声を担当している。また同アルバムの製作中に解雇されたデヴィッド・オリストによるギター演奏が含まれていることから、本アルバムの編集に際して、ジャクソンとエマーソンが1作目『ナイスの思想』の製作時に録音された未発表音源に新たにヴォーカルと声を加えたものと考えられる。
ジャケットは前作と同じくヒプノシスによる。

## 収録曲

### オリジナルLP
| #         | タイトル                                                  | 作詞・作曲                          | 時間  |
| --------- | --------------------------------------------------------- | ----------------------------------- | ----- |
| 1.        | 「ナイスの思想 The Thoughts of Emerlist Davjack」         | Keith Emerson, David O'List         | 4:17  |
| 2.        | 「フラワー・キング・オブ・フライズ Flower King of Flies」 | Emerson, Lee Jackson                | 3:36  |
| 3.        | 「ボニー・K Bonnie K」                                    | Jackson, O'List                     | 3:25  |
| 4.        | 「アメリカ America」                                      | Leonard Bernstein, Stephen Sondheim | 6:09  |
| 合計時間: | 合計時間:                                                 | 合計時間:                           | 17:27 |

| #         | タイトル                                                                                            | 作詞・作曲                      | 時間  |
| --------- | --------------------------------------------------------------------------------------------------- | ------------------------------- | ----- |
| 1.        | 「ダイアモンド・ハード・ブルー・アップルズ・オブ・ザ・ムーン Diamond Hard Blue Apples Of The Moon」 | Emerson, Jackson                | 2:45  |
| 2.        | 「夜明け Dawn」                                                                                     | Brian Davison, Emerson, Jackson | 5:06  |
| 3.        | 「じれったいマギー Tantalising Maggie」                                                             | Emerson, Jackson                | 4:21  |
| 4.        | 「ユージンの叫び Cry of Eugene」                                                                    | Emerson, Jackson, O'List        | 4:31  |
| 5.        | 「何処から来たのだろう Daddy, Where Did I Come From?」                                              | Emerson, Jackson                | 2:48  |
| 合計時間: | 合計時間:                                                                                           | 合計時間:                       | 19:31 |

### CD
Autumn '67 – Spring '68 (CD) 『オータム'67 - スプリング'68』
| #         | タイトル                                                                                            | 作詞・作曲                          | 時間  |
| --------- | --------------------------------------------------------------------------------------------------- | ----------------------------------- | ----- |
| 1.        | 「ナイスの思想 The Thoughts of Emerlist Davjack」                                                   | Keith Emerson, David O'List         | 4:17  |
| 2.        | 「フラワー・キング・オブ・フライズ Flower King of Flies」                                           | Emerson, Lee Jackson                | 3:36  |
| 3.        | 「ボニー・K Bonnie K」                                                                              | Jackson, O'List                     | 3:25  |
| 4.        | 「アメリカ America」                                                                                | Leonard Bernstein, Stephen Sondheim | 6:09  |
| 5.        | 「ダイアモンド・ハード・ブルー・アップルズ・オブ・ザ・ムーン Diamond Hard Blue Apples Of The Moon」 | Emerson, Jackson                    | 2:44  |
| 6.        | 「夜明け Dawn」                                                                                     | Davison, Emerson, Jackson           | 5:12  |
| 7.        | 「じれったいマギー Tantalising Maggie」                                                             | Emerson, Jackson                    | 4:20  |
| 8.        | 「ユージンの叫び Cry of Eugene」                                                                    | Emerson, Jackson, O'List            | 4:33  |
| 9.        | 「何処から来たのだろう Daddy, Where Did I Come From?」                                              | Emerson, Jackson                    | 2:53  |
| 10.       | 「アズリアル Azrael」                                                                               | Emerson, Jackson                    | 3:47  |
| 11.       | 「ダイアリー・オブ・アン・エンプティ・デイ（空虚な日々の想い出） Diary of an Empty Day」            | Emerson, Jackson                    | 3:59  |
| 合計時間: | 合計時間:                                                                                           | 合計時間:                           | 44:55 |

## 参加ミュージシャン
- キース・エマーソン　Keith Emerson – ピアノ、オルガン
- リー・ジャクソン　Lee Jackson – ベース・ギター、ヴォーカル
- ブライアン・デヴィソン　Brian Davison – ドラムス、パーカッション
- デヴィッド・オリスト　David O'List – ギター、ヴォーカル、トランペット